# Mar i cel (musical)
Mar i cel és una obra de teatre musical basada en l'obra homònima d'Àngel Guimerà, que va ser estrenada per Dagoll Dagom l'any 1988. Posteriorment, ha estat reestrenada per la mateixa companyia en diverses ocasions: l'any 2004, al Teatre Nacional de Catalunya, i el 2014 i el 2024, al Teatre Victòria, on es va estrenar originalment. El muntatge del 2024 servirà com a comiat definitiu de Dagoll Dagom dels escenaris coincidint amb el cinquantè aniversari de la companyia.
L'obra és remarcable per l'espectacularitat de la seva escenografia, on un vaixell enorme i mòbil presideix la majoria d'escenes, i per la música: algunes de les seves cançons han passat a formar part del corpus de melodies populars. El llibret de l'espectacle, que adapta el text original de Guimerà, és obra de Xavier Bru de Sala i la música, d'Albert Guinovart. L'escenografia i el vestuari són d'Isidre Prunés i Montse Amenós.

## Argument
L'obra se situa en el context de la discriminació racial per neteja de sang promulgada durant l'Edat Moderna promulgada en els Imperis Portugués i Hispànic fent distinció entre cristians vells i cristians nous o conversos. El rei Felip III, amb el consentiment del virrei de València i de l'arquebisbe Joan de Ribera, ordena l'expulsió dels moriscos, davant l'única oposició del Duc de Lerma.
Vint anys després. Un vaixell pirata morisc, capitanejat per Saïd, navega per la Mediterrània. En el seu darrer abordatge a una nau cristiana, han aconseguit capturar el virrei de València, que viatjava amb la seva família, a qui han fet presoners i per qui esperen aconseguir un bon rescat.
El tracte de Saïd vers els presoners no és tan salvatge com solen fer els pirates, i salva els presoners de diversos maltractaments, la qual cosa fa que Blanca, filla del virrei, acabi sentint quelcom per ell, malgrat que està plena de dubtes, ja que ella és cristiana i ell musulmà. Quan el pare de Blanca s'assabenta del seu amor rebutja la relació; al mateix temps que la tripulació comença a qüestionar el lideratge del seu capità, enamorat d'una cristiana, i planegen un motí per llevar-li el comandament. Joanot, un cristià que renegà de la seva fe i s'enrolà amb els pirates venent-se al millor postor, entra a la bodega i aconsegueix que el virrei li signi un contracte pel qual el nomenaran marquès en arribar a terra, a canvi d'alliberar-los i que aconsegueixin el control de la nau.
Els cristians s'apoderen de les armes i, sorprenent els pirates, els maten un a un. L'endemà al matí, el virrei vol penjar Saïd del pal major, però ella li confessa que si ho fa es matarà amb una daga que porta amagada. Lliguen Saïd i el deixen a soles a coberta amb Blanca perquè s'acomiadin, però Ferran, promès de Blanca, li promet que si ella torna amb ell com si no hagués passat res alliberarà Saïd perquè fugi amb una barca cap a la costa d'Alger, que es veu a l'horitzó.
El virrei apareix a coberta i, en veure la seva filla abraçada a Saïd, dispara sobre ell i Blanca compleix la seva promesa clavant-se la daga, i cau sense vida en braços de Saïd. Ambdós amants són llançats junts al mar, on es reuneixen amb tots els que han mort al llarg de l'obra.

## Diferències entre l'obra original de Guimerà i el musical
Pel que fa a l'estructura, l'obra original de Guimerà consta de tres actes, dividits alhora en diverses escenes, mentre que el musical està dividit en dos actes, als quals s'afegeixen un pròleg situat a Madrid vint anys enrere, i un epíleg, després de la mort dels protagonistes, en què reapareixen tots els personatges finats en la història. Ambdós elements (pròleg i epíleg) són inexistents en l'original. Així mateix, hi ha dues escenes destacades en el musical que difereixen considerablement de l'original. D'una banda, el monòleg ple de dramatisme en què Saïd relata la seva infantesa es converteix en el musical en una dramatització dels fets relatats, fent un salt en el temps i l'espai en què conviuen els personatges del present i del passat. De l'altra, l'escena del somni de Blanca al mercat, present només en la versió musical, posa també sobre l'escenari els personatges i els decorats que en la ficció només són a la ment de la protagonista.
Quant als personatges, trobem nombroses diferències. Guimerà situa un sol personatge femení, Blanca, en el vaixell pirata, mentre que al musical apareixen fins a sis personatges femenins: a més de la protagonista, trobem la seva germana, Maria, tres dames de la noblesa i una dama amb hàbits de monja. El grumet, Idriss, un personatge que aporta frescor i simpatia amb un cert to bufonesc, és una innovació del musical que no és present a l'original guimeranià. En el sentit invers, l'escena de to còmic entre Guillem (soldat) i Roc (mariner) ha desaparegut en el musical.
A alguns dels personatges principals se'ls ha canviat el caràcter o la motivació, per tal d'adequar-los a les expectatives d'un públic més actual. És el cas de Blanca, que passa de ser una ànima de convent que estava a punt de professar l'hàbit de monja i tot just descobreix el món en conèixer Saïd, a ser la promesa de Ferran, amb qui s'anava a casar per conveniència i sense estar-ne realment enamorada. O el mateix Ferran, que a l'original és el cosí de Blanca secretament enamorat d'ella des de la infantesa i que només li revela aquest sentiment en veure que el seu futur està inexorablement perdut. Però el canvi més radical el trobem en Joanot: a l'obra de Guimerà és un cristià penedit dels seus actes passats, amb greus contradiccions internes, i que actua per cercar la seva redempció, fins al punt que està disposat a immolar-se per tal de guanyar-se el perdó i obtenir el cel, mentre que en el musical és un personatge cínic i egoista, que es mou pels interessos propis encara que aquests suposin una traïció a qui fins ara li havia dipositat la seva confiança.
Hi ha diversos girs argumentals que difereixen en les dues versions. El més important és al final. A l'original, Carles dispara a Saïd, i Blanca s'hi interposa, de manera que el tret l'ateny a ella. Llavors Saïd la pren en braços i es llança amb ella al mar per morir junts. Com a conseqüència, ha estat Carles qui ha mort directament la seva filla, tot i que accidentalment, a causa de la seva intransigència. En canvi, en el musical, el tret de Carles toca Saïd, i és llavors quan Blanca compleix la seva amenaça i es clava la navalla, donant-se mort a si mateixa. Un cop morts tots dos, són llançats al mar. En aquest cas, també és la intransigència la causa de la seva mort, però l'autoria de Carles només és indirecta. No obstant això, l'acte és molt més dur, ja que el pare sabia que si matava el pirata, la seva filla es llevaria la vida, i, tot i això, portat per l'odi i l'arrogància, ho fa igualment. Un altre canvi argumental important el trobem en el primer acostament de Saïd i Blanca. A l'original, Saïd està ferit a l'inici de l'obra a causa del passat abordatge a la nau cristiana, i requereix a la presonera cristiana perquè tingui cura de la ferida. I és en aquest espai de confiança que ella fa un intent fallit d'assassinar-lo per purgar el sentiment de culpa d'haver-se entendrit per un infidel. Diferentment, al musical és Blanca la que ha estat ferida per l'intent dels pirates d'abusar de les presoneres, i Saïd la posa al seu costat per cuidar-la o protegir-la. A part d'aquestes diferències, hi ha tres passatges de l'obra original que no apareixen en el musical: la gelosia de Saïd quan creu que Ferran i Blanca estan junts; l'escena de Blanca vetllant davant la cambra de Saïd per protegir-lo, i l'oferiment de Joanot per salvar Saïd que implica del seu propi sacrifici.
Finalment, l'escenografia és un altre dels apartats on trobem més diferències. L'element que més destaca de la posada en escena del musical modern és la presència d'un gran vaixell mòbil, que entra i surt de l'escenari, es balanceja al ritme de les ones i efectua els girs que li convé. L'acció transcorre majoritàriament a la coberta d'aquest vaixell i a dalt dels pals, però també es representa la bodega del vaixell amb una escenografia minimalista ajudada d'un efecte de llums. D'altra banda, com ja s'ha dit, es produeixen diferents canvis d'escenari que trenquen la unitat de temps i espai: la cort de Madrid vint anys abans (al pròleg), la infantesa de Saïd a València amb l'expulsió dels moriscos i el somni de Blanca al mercat. En canvi, l'obra original de Guimerà manté escrupolosament la unitat d'espai, i l'escenografia representa al llarg dels tres actes la mateixa cambra a l'interior del vaixell (no a la coberta). En la versió de 2014 del musical, la posada en escena inclou a més altres efectes visuals mitjançant la projecció d'imatges que tant poden representar el cel del vaixell en diferents estats com les estances de la cort en la primera escena. En general, les escenes del musical estan amanides amb nombroses acrobàcies des de les antenes del vaixell i altres demostracions gimnàstiques a peu pla.

## Representacions
Aquest espectacle s'ha estrenat quatre cops en anys alternatius: 1988, 2004, 2014 i 2024.

### Estrena del 1988
Estrenada el 7 d'octubre de 1988 al Teatre Victòria de Barcelona. Va girar per Espanya i va tornar a Barcelona l'any 1991 altra vegada al Teatre Victòria.

### Reestrena del 2004
L'any 2004, per celebrar el seu trentè aniversari, la companyia Dagoll Dagom va apostar per recuperar un dels seus muntatges més emblemàtics: el musical Mar i cel, amb una renovada posada en escena i nous arranjaments per algunes de les seves cançons. El musical va tenir un gran èxit i es va estrenar el 21 d'octubre del 2004 al Teatre Nacional de Catalunya (TNC). Posteriorment saltaria al Teatre Victòria on estaria en cartell fins al 8 de gener del 2006. Els actors més destacats van ser Elena Gadel (Blanca) i Carlos Gramaje (Saïd).

### Internacionalització
Posteriorment, Mar i cel es va representar en altres països i llengües. El 2006 es va estrenar a Madrid en la versió en castellà i el 2007 a Halle en versió alemanya amb el títol Der Himmel und das Meer.A finals de la dècada de 1980 també va ser representada a Madrid, Saragossa i Bilbao amb el títol de Mar y Cielo El 2006 es va fer a Madrid, València i Mallorca.

### Reestrena del 2014
La companyia Dagoll Dagom va confirmar la voluntat de fer una nova reestrena de l'obra l'any 2014 per celebrar el 40è aniversari de la seva fundació. L'obra va estrenar-se per tercera vegada el 25 de setembre de 2014 al Teatre Victòria de Barcelona, on faria dues temporades fins al 10 de gener del 2016.

### Reestrena del 2024
Coincidint amb el cinquantè aniversari de la companyia, Dagoll Dagom va anunciar que s'acomiadaria dels escenaris remuntat per quart i últim cop un dels seus títols més celebrats: Mar i cel. L'estrena d'aquest quart muntatge va tenir lloc el 19 de setembre de 2024 al Teatre Victòria. Abans de l'estrena ja s'havien venut més de 150.000 entrades de forma anticipada.

## Cançons
| Pròleg – Madrid 1609 - La Cort – Felip III, Margarida d'Àustria, el Duc de Lerma, el Patriarca d'Antioquia, Don Carles i el Baró de Dénia Primer Acte – Vint anys després - La Ilaha Il·la Lah – Saïd i els Pirates - Cançó d'Osman - Osman - Aigua, per pietat - Blanca, Don Carles, Ferran, Maria, Cristianes - Interrogatori dels cristians – Saïd, Blanca, Don Carles, Ferran, Idriss, Pirates, Cristians - Festa dels pirates - Pirates - Cançó de Joanot - Joanot - Mateu-me d'un cop – Blanca, Saïd, Hassèn, Idriss - L'expulsió / Ària de la mare – Saïd, Saïd nen, Mare de Saïd, Dones Morisques, Soldats - Per què he plorat? – Blanca i Saïd - Raons d'estat – Blanca, Don Carles, Ferran i Maria - Les pomes – Idriss i Maria - El motí – Saïd, Malek, Hassèn, Pirates - Himne dels pirates - Pirates | Segon Acte - El Zoco - No estàs sola – Blanca i Saïd - Complot dels cristians – Joanot, Don Carles, Ferran - Cançó de Hassen - Hassen - Mort dels pirates - Cançó d'Idriss - Idriss - Lloem a Déu – Don Carles, Saïd, Joanot - Pare meu estimat – Blanca, Don Carles, Joanot - Sempre t'hem comprès / Cançó de Ferran – Maria, Blanca, Cristianes / Ferran, Saïd - Comiat – Saïd, Blanca, Ferran, - Cor Final - Companyia |

## Repartiment
| Personatge                                 | Actor/actriu 1988                    | Actor/actriu 2004  | Actor/actriu 2014                          | Actor/actriu 2024 |
| ------------------------------------------ | ------------------------------------ | ------------------ | ------------------------------------------ | ----------------- |
| Saïd                                       | Carlos Gramaje                       | Carlos Gramaje     | Roger Berruezo i Carlos Gramaje            | Jordi Garreta     |
| Blanca                                     | Àngels Gonyalons / Carme Cuesta      | Elena Gadel        | Ana San Martín                             | Alèxia Pascual    |
| Hassen                                     | Joan Crosas                          | Xavier Ribera-Vall | Xavi Lite                                  | Albert Gràcia     |
| Idriss                                     | Isabel Soriano                       | Pili Capellades    | Júlia Jové                                 | Berta Luna        |
| Joanot                                     | Pep Cruz                             | Ferran Frauca      | Pep Cruz                                   | Abel García       |
| Mare de Saïd / Teresa                      | Teresa de la Torre / M. Josep Besson | Anna Argemí        | Mireia Dolç                                | Clara Renom       |
| Ferran / Arquebisbe Ribera                 | Miquel Peralta / Xavier Ribera-Vall  | Sergi Albert       | Toni Viñals                                | Eloi Gómez        |
| Don Carles                                 | Miquel Periel                        | Xavier Fernández   | Xavier Fernández                           | Xavier Fernández  |
| Osman / soldat                             | Òscar Mas                            | Salvador Racero    | Víctor Arbelo                              | Esteve Roig       |
| Malek / soldat                             | Eugeni Soler                         | Òscar Mas          | Rubén Yuste                                | Sergio Escribano  |
| Margarida d'Àustria / Carme / dona morisca | Carme Cuesta / Núria Mampel          | Joana Estebanell   | Lucía Torres                               | Anna Alborch      |
| Felip / Duc de Lerma / caporal             | Daniel Ramos                         | Miquel Cobos Torné | Dídac Flores                               | Bittor Fernández  |
| Felip III Rei / Salam / capità             | Juan Antonio Vergel                  | Antonio del Valle  | Marc Vilavella                             | Albert Mora       |
| L'holandès / baró de Dénia / soldat        | Fulgenci Mestres                     | Carles Alexandre   | Xavi Navarro                               | Cisco Cruz        |
| Maria / dona morisca                       | Roser Batalla                        | Anna Moliner       | Elena Tarrats                              | Candela Díaz Sanz |
| Mohamed / pare Saïd                        | Emili Ametller                       | Xavier Esparrach   | Luis Moya i Dimas Bozzo (Mohamed i Soldat) | Guillem Fole      |
| Abderrahim / Idriss II                     | Joan Torres                          | Raúl Grau          | Raúl Grau                                  | Biel Llongueras   |
| Mut / soldat                               | Xavier Calderer                      | Joan Català        | Enrique Navarro (Mut i Pare de Saïd)       | Guillem Ripoll    |
| Rosa / dona morisca                        | Maria Rosas                          | Isabel de Llano    | Paula Vives                                | Carme Giner       |
| Saïd nen / Montserrat                      | Muntsa Rius                          | Júlia Sesé         | Clara Moraleda                             | Estel Aparicio    |

## Llegat
Mar i cel consolidà definitivament l'aposta de Dagoll Dagom pel musical, amb una producció ambiciosa no solament per l'escenografia, sinó també per les responsabilitats en l'autoria i adaptació. També es pot considerar aquesta obra la que convertí el musical en un gènere en alça en el marc del teatre català contemporani.
Segons dades de la companyia, l'espectacle ha fet més de 1.500 funcions i ha aplegat més d'1,2 milions d'espectadors entre la seva estrena de 1988 i el seu darrer muntatge de l'any 2024.

## Premis
- Premi TeatreBCN (2005).[25]
- Premis Butaca (2005).[26]
- Premi Max amb quatre distincions: Millor espectacle musical o líric, millor escenografia, per a Isabel Prunes i Montse Amenós, millor composició musical per a espectacle escènic, per a Albert Guinovart, i millor director musical, per a Joan Vives (2006).[27][28]